# Балабанов Андрій Валентинович
Андрій Валентинович Балабанов (17 серпня 1966, Херсон) — радянський і український весляр-каноїст, виступав за збірні СРСР і України наприкінці 1980-х — початку 1990-х років. Чотириразовий бронзовий призер чемпіонатів світу, п'ятиразовий чемпіон Радянського Союзу, переможець багатьох регат республіканського і всесоюзного значення. На змаганнях представляв Збройні сили, майстер спорту СРСР міжнародного класу, заслужений майстер спорту України.

## Життєпис
Андрій Балабанов народився 17 серпня 1966 року у місті Херсоні Української РСР. Активно займатися веслуванням почав з раннього дитинства, проходив підготовку у спортивному клубі Збройних сил.
Першого серйозного успіху на дорослому рівні домігся в 1986 році, коли разом з напарником Віктором Добротворським став чемпіоном Радянського Союзу у заліку двомісних каное на дистанції 10000 метрів. Згодом утримував титул чемпіона з цієї дисципліни протягом п'яти років, вигравши ще чотири всесоюзних першості поспіль.
Завдяки низці вдалих виступів Балабанов отримав право захищати честь країни на чемпіонаті світу в болгарському Пловдиві, звідки в результаті привіз нагороду бронзової гідності, виграну у двійках з тим же Добротворським у десятикілометровій гонці — краще за них фінішували тільки екіпажі з Данії та Франції. Наступного сезону він виступив на світовій першості в польській Познані і в точності повторив торішній результат, додавши до послужного списку ще одну бронзу — цього разу їх з Добротворським обігнали Данія та Румунія. За ці видатні спортивні досягнення отримав почесне звання «Майстер спорту СРСР міжнародного класу».
Після розпаду СРСР Андрій Балабанов приєднався до гребної команди України і продовжив брати участь у найбільших міжнародних регатах. Так, у 1993 році він представляв українську національну збірну на чемпіонаті світу у Копенгагені, де став бронзовим призером у двійках на десяти тисячах метрів і в четвірках на одній тисячі метрів. Того сезону отримав почесне звання «Заслужений майстер спорту України».
Має вищу освіту, закінчив Київський державний інститут фізичної культури (нині Національний університет фізичного виховання і спорту України). Капітан 1-го яхт-клубу ВМС України. Наразі працює тренером з веслування на байдарках і каное в Херсоні.